# 村上警察署
村上警察署（むらかみけいさつしょ）は、新潟県警察が管轄する警察署の1つである。

## 所在地
- 新潟県村上市南町2丁目3-18

## 管轄区域
- 村上市
- 岩船郡関川村・粟島浦村

## 沿革
- 1873年（明治6年）：村上取締所として発足。
- 1948年（昭和23年）：警察法の施行により、国家地方警察岩船地区警察署、自治体警察村上町警察署、岩船町警察署に分割
- 1954年（昭和29年）：警察法改正により、新潟県村上警察署となる。
- 1963年（昭和38年）：村上市田端町4番1号に庁舎完成。
- 2007年（平成19年）：現在地に新築移転。
- 2018年（平成30年）1月26日：布部駐在所廃止[1]

## 組織
- 警務課
- 会計課
- 生活安全課
- 地域課
- 刑事課
- 交通課
- 警備課

## 交番

### 村上市
- 村上駅前交番（村上市田端町9-31）
- 坂町交番（村上市坂町1796-9）
- 府屋交番（村上市府屋195-3）

### 関川村
- 下関交番（岩船郡関川村大字上関1304）

### 粟島浦村
- 粟島浦村臨時交番（岩船郡粟島浦村大字日ノ見山1513-10） - 7～8月のみ

## 駐在所

### 村上市
- 山辺里駐在所（村上市山辺里238-2）
- 早川駐在所（村上市早川207-9）
- 瀬波駐在所（村上市瀬波温泉2丁目4-31）
- 岩船駐在所（村上市岩船上町7-27）
- 小口川駐在所（村上市岩船駅前17-6）
- 平林駐在所（村上市平林198）
- 岩沢駐在所（村上市岩沢5887-1）
- 猿沢駐在所（村上市猿沢1176-6）
- 北中駐在所（村上市北中656-10）
- 寒川駐在所（村上市寒川130-11）

### 関川村
- 上野新駐在所（岩船郡関川村大字上野新57-8）